# 헬스 커뮤니케이션
헬스 커뮤니케이션(영어: Health Communication)은 대중들의 건강 증진을 위하여 이루어지는 커뮤니케이션의 총칭을 의미한다.

## 관련 문헌
- 정의철 (2008), 《헬스 커뮤니케이션》,  커뮤니케이션북스. ISBN 9788966808700
- Nova Corcoran (2007), 《헬스커뮤니케이션》 (정의철, 이희복 역), 한울아카데미. ISBN 9788946051713 (원제: Communicating Health: Strategies for Health Promotion)

## 같이 보기
- 건강증진
- 건강신념모형
- 건강 불평등
- 건강문해력
- 건강행태